# Wilhelm His (1831–1904)

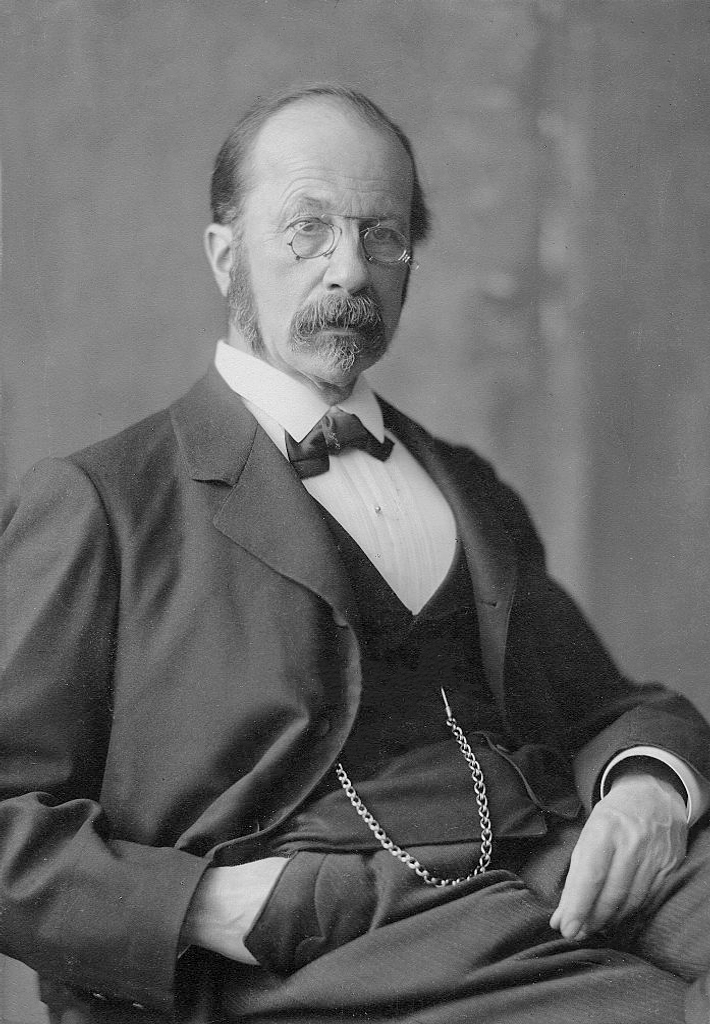
Wilhelm His.

Wilhelm His, född 9 juli 1831 i Basel, död 1 maj 1904 i Leipzig, var en schweizisk anatom. Han var far till invärtesmedicinaren Wilhelm His.
His blev professor i anatomi och fysiologi i Basel 1857 och i anatomi i Leipzig 1872. Han utförde viktiga undersökningar rörande hornhinnan, lymfkärlen och lymfkörtlarna samt författade värdefulla embryologiska arbeten, till exempel Die Entwickelung des Hühnchens im Ei (1868), Unsere Körperform und das physiologische Problem ihrer Entstehung (1874), Anatomie menschlicher Embryonen (1880–1885), i vilka han försöker göra gällande en mekanisk uppfattning av orsaken till kroppsformens bildning. Med anledning av denna sats råkade han i en häftig strid med Ernst Haeckel.
Tillsammans med Ludwig Rütimeyer utgav His 1865 ett stort arbete över kranieformerna i Schweiz, Crania helvetica. Bland hans övriga skrifter kan framhållas den historiska framställningen (i "Archiv für Anthropologie", fjärde och femte delen) av teorierna för djurens fortplantning samt hans undersökningar över blodets, blodkärlens, bindvävens och nervsystemets utvecklingshistoria, av vilka de flesta trycktes i "Abhandlungen der sächsischen Gesellschaft der Wissenschaften".
His deltog även i utarbetandet av den nya, enhetliga anatomiska nomenklaturen och utgav densamma med inledning och förklaringar, Die anatomische Nomenklatur, Nomina anatomica (1895). Åren 1875–1876 utgav han tillsammans med Christian Wilhelm Braune Zeitschrift für Anatomie und Entwickelungsgeschichte, vilken 1877 uppgick i den av dem bägge redigerade anatomiska avdelningen av Archiv für Anatomie und Physiologie.
His blev ledamot av Fysiografiska sällskapet i Lund 1874, av Sächsische Akademie der Wissenschaften 1875, av Leopoldina 1880, av Vetenskapssocieteten i Uppsala och Ryska vetenskapsakademien 1885, av svenska Vetenskapsakademien 1892 och av Preußische Akademie der Wissenschaften 1893.